# Nothoscordum glareosum
Nothoscordum glareosum är en amaryllisväxtart som beskrevs av Pierfelice Ravenna. Nothoscordum glareosum ingår i släktet vaniljlökar, och familjen amaryllisväxter. Inga underarter finns listade i Catalogue of Life.